# Pericallimyia spinigera
Pericallimyia spinigera är en tvåvingeart som beskrevs av Villeneuve 1915. Pericallimyia spinigera ingår i släktet Pericallimyia och familjen spyflugor. Inga underarter finns listade i Catalogue of Life.